# Fernando Aguirre Rodil
Fernando Aguirre Rodil (Madrid, 1 de mayo de 1882-11 de septiembre de 1965) fue un actor español.

## Biografía
Nacido en Madrid, en el seno de una familia aristócrata, cursó estudios en el Liceo Italiano de Madrid y tras ello cursó la carrera de perito agrónomo.
Fue amigo de los productores italianos Carlo Ponti y Dino De Laurentiis, y de los españoles Luis García Berlanga y Juan Antonio Bardem.
Sus restos descansan en el Cementerio de la Almudena de Madrid.

## Filmografía (selección)
- La caída del imperio romano (1964).
- El Cid (1961).
- Guerra y paz (1956).
- Crimen en el entreacto (1954).
- Bienvenido, Mister Marshall (1953).
- Nadie lo sabrá (1953).
- Cerca de la ciudad (1952).
- Habitación para tres (1952).
- Esa pareja feliz (1951).
- La canción de la Malibrán (1951).
- Balarrasa (1951).
- El último caballo (1950).
- La noche del sábado (1950).
- Teatro Apolo (1950).
- El capitán de Loyola (1949).
- Sabela de Cambados (1949).
- Revelación (1948).
- Don Quijote de la Mancha (1947).
- La nao Capitana (1947).
- Serenata española (1947).
- La fe (1947).
- Mar abierto (1946).
- El crimen de la calle de Bordadores (1946).
- Domingo de carnaval (1945).
- Mi vida en tus manos (1943).